# Ulmer Weihnachtsmarkt

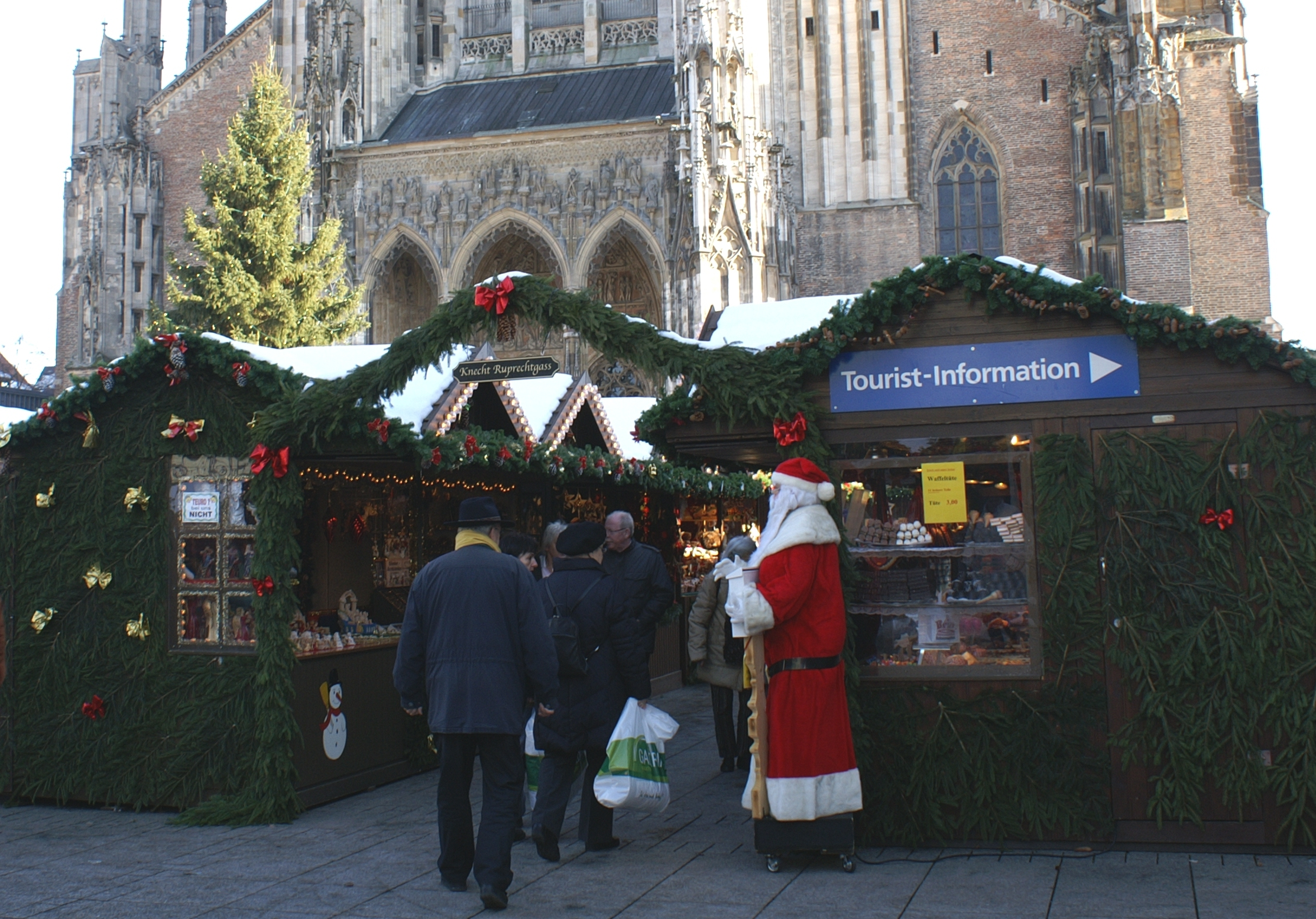
Der Ulmer Münsterplatz verwandelt sich in der Vorweihnachtszeit in eine Budenstadt mit Gassen

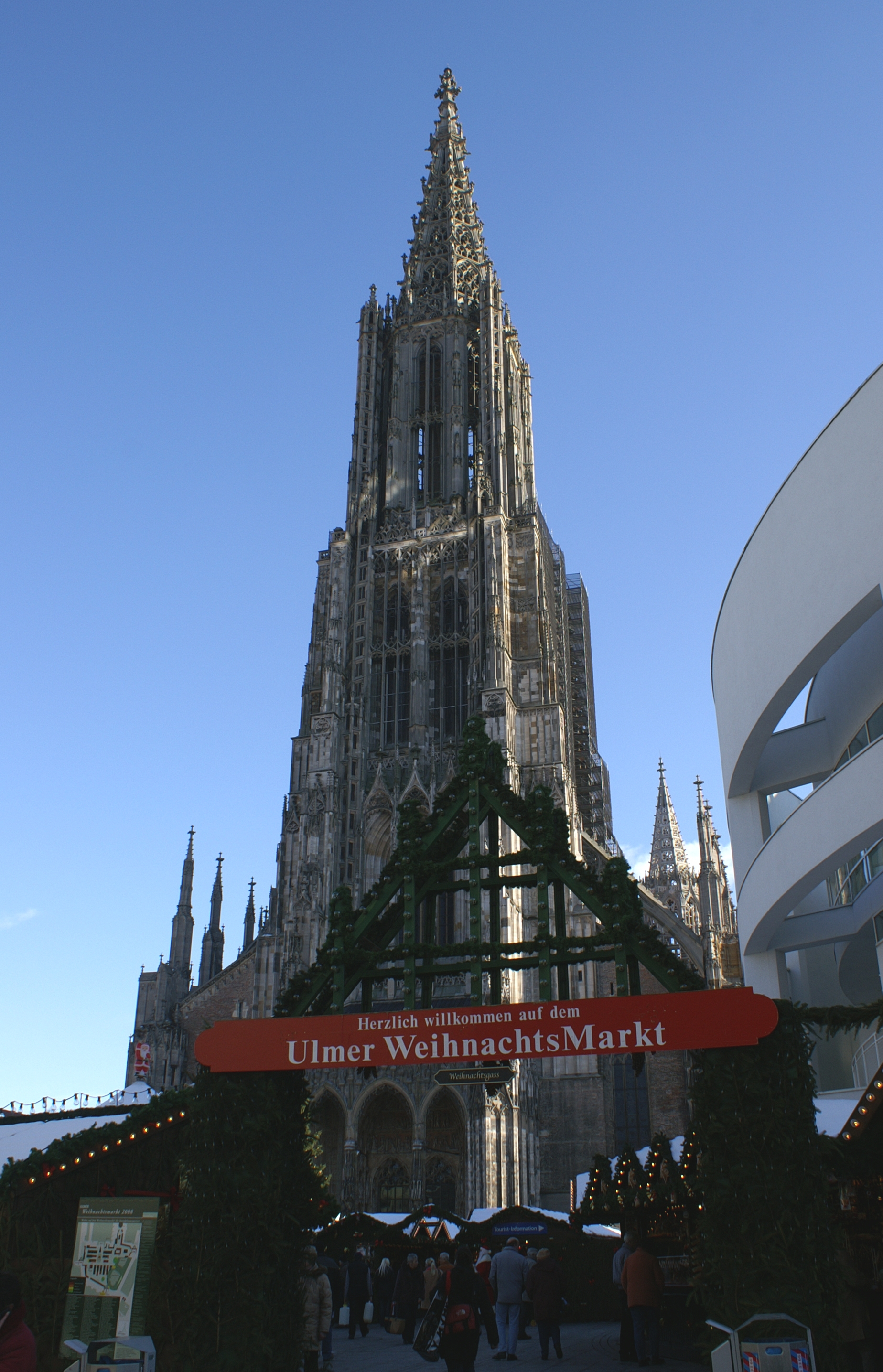
Der Ulmer Weihnachtsmarkt vor dem Münster

Der Ulmer Weihnachtsmarkt findet jedes Jahr ab Ende November bis kurz vor Heiligabend auf dem Münsterplatz vor dem gotischen Münster mit dem höchsten Kirchturm der Welt statt. Neben dem Stuttgarter Weihnachtsmarkt zählt er zu den bekanntesten in Baden-Württemberg und ist alljährlich Anziehungspunkt für mehr als eine Million Besucher aus dem In- und Ausland.
Neben den mehr als 130 weihnachtlich geschmückten Buden hat der Ulmer Weihnachtsmarkt einige Besonderheiten: in der Jurte der Jungen Ulmer Bühne werden traditionelle und moderne Geschichten erzählt, in der Glashütte wird dessen Herstellung und Verarbeitung gezeigt. Es gibt eine Schauhütte voller Steiff-Tiere und vor dem Münsterportal ist eine „Lebende Krippe“ zu finden. 
Der Ulmer Weihnachtsmarkt hat eine jahrhundertelange Tradition. Sein tatsächliches Alter ist umstritten, gesichert ist eine Tradition bis mindestens ins 16. Jahrhundert, nach Felix Fabri geht die Geschichte des Marktes gar auf das Jahr 1383 zurück. Seit 1805 findet der Ulmer Weihnachtsmarkt auf dem Münsterplatz statt, seit 1984 in der heutigen Form und Dauer. den Ulmer Weihnachtsmarkt gibt es erst seit 1984, zuvor war es der Ulmer Wintermarkt. 